# خوسيه زونيغا (رسام)
خوسيه زونيغا (بالإسبانية: José Zúñiga)‏ هو رسام مكسيكي، ولد في 1937.